# 麗霆゛子
『麗霆゛子』（レディース）は、もとはしまさひでによる日本の漫画作品。『ヤングマガジン海賊版』（講談社）にて連載された。単行本は全9巻。また、これを原作とする同名の劇場公開映画とその派生作品が計4作品ある。

## 映像化作品
1994年から1995年にかけて実写化作品『麗霆゛子 レディース!!』3部作が劇場公開された。配給はパル企画、監督は中田信一郎、脚本は中田信一郎（第1作）、我妻正義（第1作・第2作）、山上梨香（第2作・第3作）がそれぞれ担当した。
このうち94年の第1作『麗霆゛子 レディース!!』と95年の第2作『麗霆゛子 レディース!!総長最後の日』は渡辺美奈代の主演による正編続編ストーリーであり、95年の第3作『麗霆゛子 レディース!!MAX』はMAXの主演による新ストーリーとなる。
1996年には完全オリジナルストーリーによる『Give me a Shake レディースMAX』が劇場公開された。配給は前3作品と同様にパル企画、監督・脚本は高原秀和が担当した。

### 麗霆゛子 レディース!!
1994年製作。

#### 「レディース!!」キャスト
- 渡辺美奈代（創山さとみ）
- 加藤永二（田尾正希）
- 神崎恵美（陣野明美）
- 藤瀬かおり（牧村京子）
- 佐藤リナ（細川晴美）
- 山崎真由美（栗本夏子）
- 吉沢瞳（川村蘭子）
- 村岡英美（城戸よし子）
- さわきゆきこ（大妻杏美）
- 電波子17号（山脇里沙）
- 石倭裕子（麗子）
- 紅夜叉（日向辰子）
- 工藤啓子（栄子）
- 軌保博光（創山京一）
- 川井博之（黒川進）
- 矢島知香 （田鎖まゆみ）
- 鈴木景子（雪村しのぶ）
- 左時枝（陣野照子）
- ガッツ石松（創山京太郎）

#### 「レディース!!」スタッフ
- 監督：中田信一郎
- 監督補：新村良二
- 製作：世賀聖啓、鈴木ワタル
- プロデューサー：中沢宣明、鶴田法男
- 原作：もとはしまさひで
- 脚本：我妻正義、中田信一郎
- 撮影：杉村博章
- 美術：稲垣尚夫
- 照明：西表灯光
- 音楽：寺田十三夫
- 録音：中村雅光
- 編集：島村泰司
- 助監督：徳市敏之
- スクリプター：吉田純子
- スチール：田部井満、遠藤秀司

### 麗霆゛子 レディース!!総長最後の日
1995年製作。

#### 「レディース!!総長最後の日」キャスト
- 渡辺美奈代（創山さとみ）
- 坂上香織（右近かおり）
- 佐藤忍（上月亜矢）
- 浜崎あゆみ（最上みさき）
- 神崎恵美（陣野明美）
- 松吉まり子（大野輝子）
- 村岡英美（城戸よし子）
- 勝浦恵美（辻沢美記）
- 有坂果織（秋山由香）
- 安藤美和（野本枝里）
- 宮川佐知子（力丸信子）
- 軌保博光（創山京一）
- 白川和子（右近しの）
- 山本ゆか里（最上紀子）
- 東野英心（創山京太郎）

#### 「レディース!!総長最後の日」スタッフ
- 監督：中田信一郎
- 製作：小林尚武、鈴木ワタル
- プロデューサー：中原研一、山本芳裕
- 原作：もとはしまさひで
- 脚本：山上梨香、我妻正義
- 撮影：満井坦彦
- 美術：稲垣尚夫
- 照明：須永裕之
- 音楽：アトリエ・シーラ
- 録音：塩原政勝
- 編集：島村泰司
- 衣装（デザイン）：波多野芳一
- 助監督：佐藤睦夫
- スクリプター：竹本貴久子
- スチール：川澄雅一

### 麗霆゛子 レディース!!MAX
- 1996年3月2日公開。

#### 「レディース!!MAX」キャスト
- MAX
  - 宮内玲奈（黒崎魔子）
  - 沢詩奈々子（北沢鮎美）
  - 天久美奈子（朝岡久美子）
  - 松田律子（夏木由香里）
- 鈴木美穂（猪熊恵美）
- 倉田てつを（竜崎昭博）
- 田口トモロヲ（大手スーパー店員）
- 滝川晋平（矢部次郎）
- 毛利賢一（大沢拓也）
- 酒井一圭（山下憲友）
- 千葉慎也（北沢侠二）
- 岡みさを（金田千穂）
- 川津花（楠田直子）
- 山上美紀（桐生有里）
- 緒方友美（桐生朱里）
- 滝川なお（竜崎の女）
- 早瀬真奈美（次郎の女）
- 岡本厚子（美咲ジュン）
- 井原啓介（なんでも屋店主）
- 有坂果織（公子）
- 美咲織絵（康子）
- 大賀勇気（四十八願静香）
- PRIDE（パーティ・バンド）

#### 「レディース!!MAX」スタッフ
- 監督：中田信一郎
- 製作：酒井俊博、中山晴喜、鈴木ワタル
- プロデューサー：吉田晴彦、杉江幸一郎、高山宗久、岡田和則
- 原作：もとはしまさひで
- 脚本：山上梨香
- 撮影：石渡均
- 美術：大坂和美
- 照明：林信一
- 音楽：アトリエ・シーラ
- 録音：中村淳
- 編集：島村泰司
- 助監督：金子功
- スクリプター：生田透子

### Give me a Shake レディースMAX
- 1997年3月15日公開。

MAX主演の前作『レディース!!MAX』の続編として製作されたが、キャクターおよびストーリーは前作および原作とは異なっており、完全なる映画オリジナル設定となっている。

#### 「Give me a Shake レディースMAX」キャスト
- MAX
  - 宮内玲奈（レイナ）
  - 沢詩奈々子（ナナ）
  - 天久美奈子（ミナ）
  - 松田律子（リナ）
- 多岐川裕美（小暮時子）
- 立原瞳（ヨーコ）
- 西川忠志（本橋哲男）
- 仲野茂（ミュージシャン）
- 野上正義（ミナの父）

#### 「Give me a Shake レディースMAX」スタッフ
- 監督：高原秀和
- 製作：中山晴喜、鈴木ワタル
- プロデューサー：小林俊一、高山宗久、吉野治
- 脚本：高原秀和
- 原案：山上梨香
- 撮影：富田伸二
- 美術：内田達也
- 照明：隅田浩行
- 音楽：野島健太郎
- 主題歌：MAX「Give me a Shake」
- 録音：中山隆匡
- 編集：冨田伸子
- 衣装：丸岡由美
- 助監督：漆川麻夫
- スクリプター：樽角みほり
- スチール：笹田和俊